# Casa das Vestais
A Casa das Vestais (em latim: Atrium Vestae) era a residência das virgens vestais, localizada atrás do templo circular de Vesta, no lado leste do Fórum romano, entre a Régia e o Palatino. A Casa Pública (domus publica) estava localizada próximo à casa e era usada como  moradia do pontífice máximo até que os imperadores assumiram o cargo.
Três fases distintas de construção podem ser identificadas. Durante a República, havia dois prédios menores situados em um eixo distinto, alinhado com os pontos cardeais. Um palácio maior foi construído depois do grande incêndio de 64, que forneceu as bases para o palácio cujas ruínas permanecem visíveis atualmente. Este foi construído por Domiciano (r. 81–96) e depois Trajano (r. 98–117), e restaurado por Septímio Severo (r. 193–211), após o incêndio de 191 Este palácio está alinhado no eixo nordeste-sudeste, alinhando-se ao Fórum. Foi ocupado pelas Vestais até a proibição decretada por Teodósio I (r. 378–395) dos cultos pagãos em Roma, após o que serviu como residência administrativa imperial e depois foi abandonado.
A Casa das Vestais era um palácio de três andares e 50 cômodos construído em volta de um elegante átrio alongado, com três espelhos d'água. Ao longo do pórtico estavam dispostas as estátuas das vestais que presidiam o grupo das seis sacerdotisas (virgo vestalis maxima); algumas delas ainda se encontram no local e outras se encontram no Museu Nacional Romano (Palácio Massimo das Termas). Do lado leste ficava um tablino (tablinum) com seis câmaras correspondentes a cada uma das vestais, e onde se acredita que havia um santuário a Numa Pompílio (r. 715–673 a.C.), mítico rei romano fundador do colégio sacerdotal das Vestais.

## Galeria

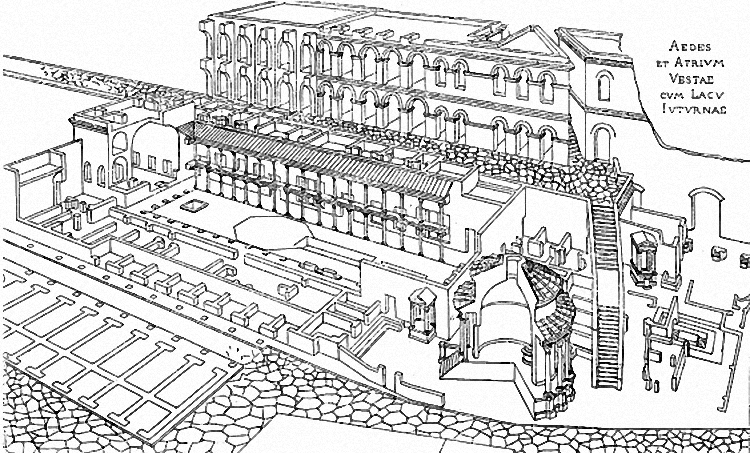
Reconstrução da Casa das Vestais por Christian Huelsen (1905)
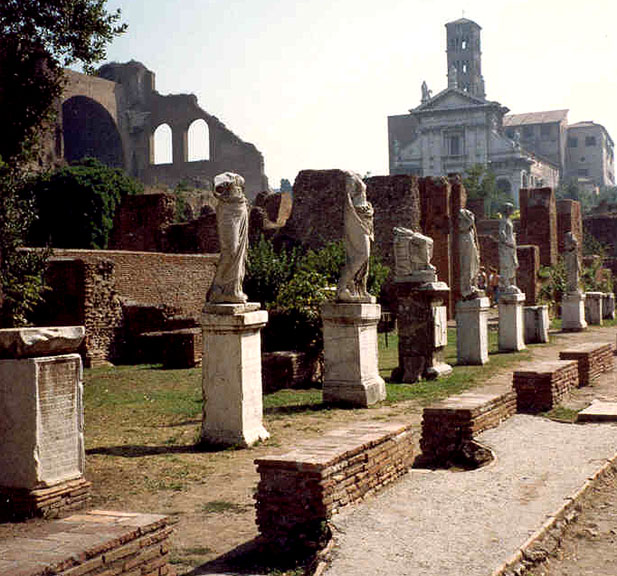
Estátuas na Casa das Vestais
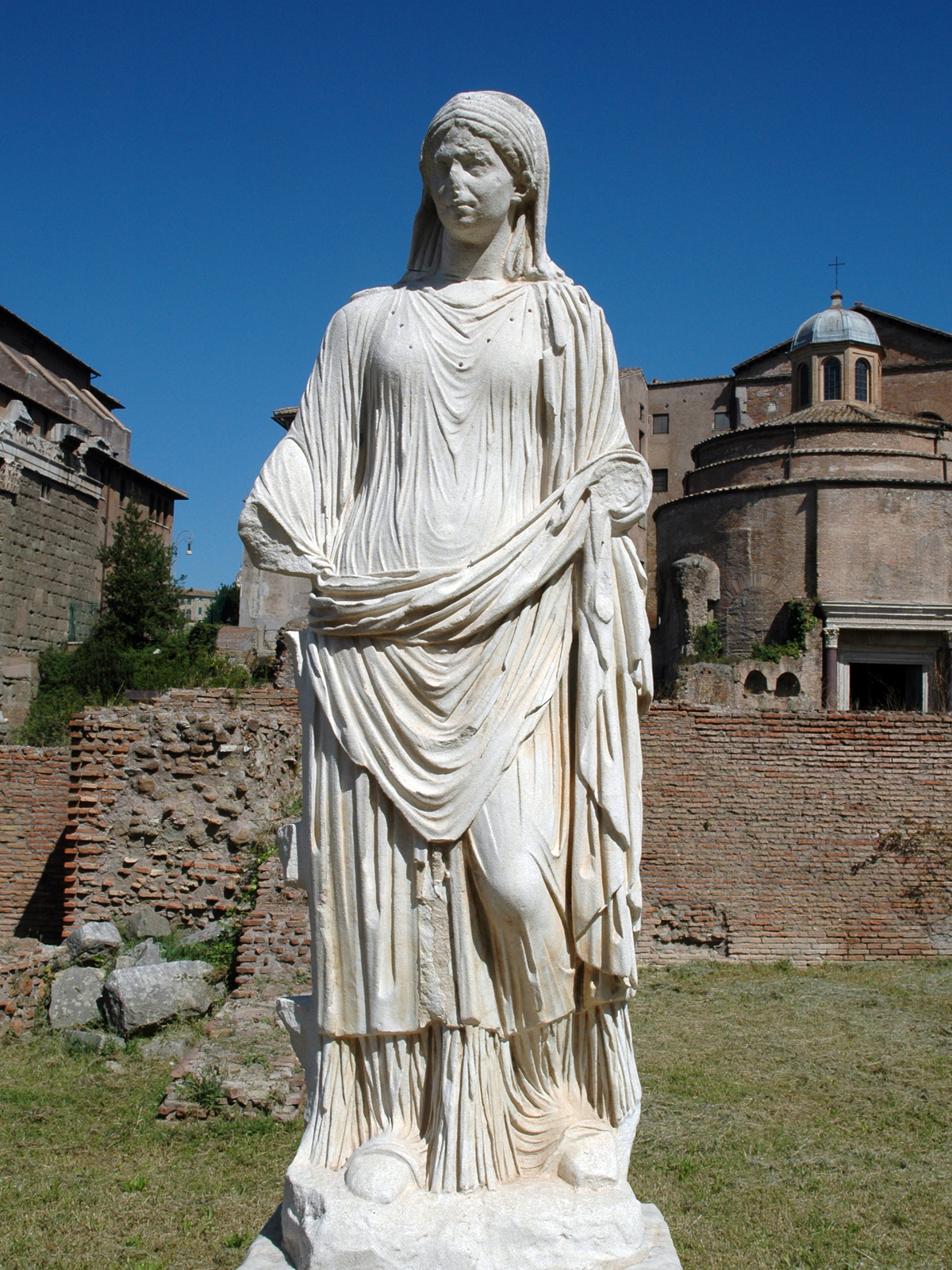
Uma das esculturas das vestais